# Andreas Reinhard

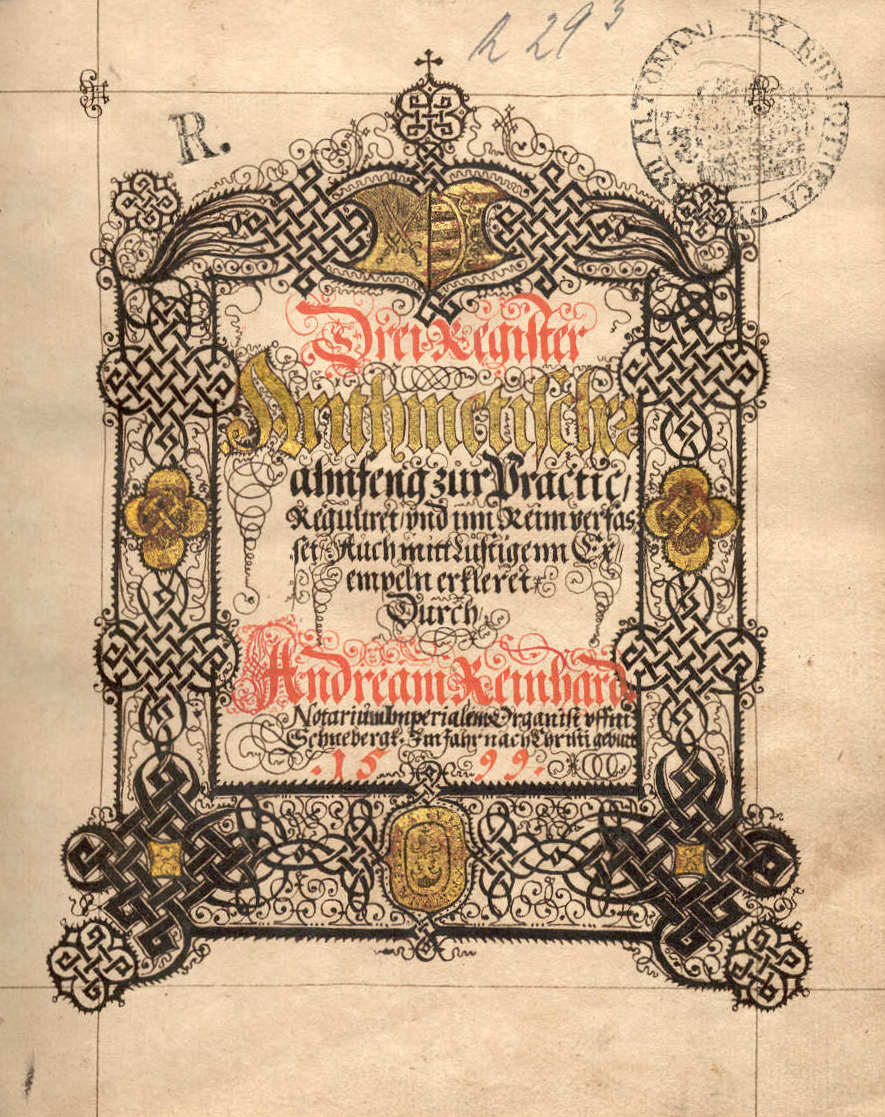
Rechenbuch des Andreas Reinhard, hier das Titelblatt der 1599 entstandenen Handschrift, die Reinhard der Herzogin Sophie von Sachsen widmete. Eine Online-Edition des Manuskripts befand sich seit Mai 2006 in Vorbereitung.

Andreas Reinhard (* 1571 in Schneeberg, Erzgebirge; † 1. Juni 1613 ebenda) war ein deutscher Rechenmeister und Verfasser des Rechenbuchs Drei Register Arithmetischer ahnfeng zur Practic.

## Leben und Werk

### Lebensumstände
Andreas Reinhard wurde im Jahr 1571 in Schneeberg im westlichen Erzgebirge als Sohn des Organisten Donat (auch: Thonat) Reinhard (* um 1544 † 1594) und dessen Frau Katharina († 7. November 1593) geboren und dort am 6. März getauft. 
Reinhards weitere Lebensumstände liegen weitestgehend im Dunkeln. Insbesondere über seine Schulbildung und die Frage, ob er eine Universität besuchte, ist nichts bekannt. Sicher ist, dass er um 1597 heiratete und gemeinsam mit seiner Frau Sara acht Kinder hatte, von denen zumindest ein Sohn am Leben blieb.
Aus dem Titelblatt seines Rechenbuches geht hervor, dass Reinhard in seiner Heimatstadt als Organist und Notarius, das heißt als amtlicher Schreiber, wirkte. Seine Tätigkeit als Rechenmeister hingegen ist allein durch einen Eintrag in der Schneebergischen Stadt- und Bergchronik von Christian Meltzer aus dem Jahr 1716 belegt. Als Organist wird Reinhard in den Kirchenbüchern der Stadt Schneeberg 1608 zum ersten Mal genannt. Im Verzeichnis der Schneeberger Kantoren findet sich der Hinweis, er habe mehrere beachtliche Kompositionen hinterlassen.
Reinhard starb am 1. Juni 1613 in Schneeberg und wurde zwei Tage später dort begraben.

### Das Rechenbuch
Einer Aufgabe in seinem Rechenbuch Drei Register Arithmetischer ahnfeng zur Practic lässt sich entnehmen, dass Reinhard das Werk um 1598/1599 im Alter von 27 Jahren verfasste. Der Text der Aufgabe lautet:
| „Wolt Jemand wissen ongefehr/ Wieviel Jahr Alt Ich gewesen wer/ Do Ich geschrieben Dieses Buch/ Der sei bericht/ Vnnd erstlich such Ein Cubum/ deß Radix duplirt, Inn alle drittheil dividirt/ Daß Quotient Zwei kommen mag. Brin sibn vnd zwantzig Jahr und tag.“ |

Im Jahr 1599 bat Reinhard Sophie von Sachsen um das Druckprivileg für sein Rechenbuch. Seine Bitte an die Landesfürstin unterstrich er durch die Übersendung eines kunstvoll ausgestalteten Manuskripts, das überliefert wurde und heute in der Bibliothek des Hamburger Christianeums aufbewahrt wird. In einer auf den 8. Mai 1599 datierten Vorrede schrieb er darin:
| „Diese Drei Register Arithmetischer anfehng zur Practic hiermitt äigner hand zugeschrieben/ Inn vnterthenigster/ demütigster bitte/ Dero Fürstliche Gnadenn geruhen wollen dieses kleine Werck Ihnen ahnnemlich belieben/ Dasselbe/ Wo fern es aufzulegen wirdig/ alls Mein genädigste LandesFürstin vnd Frau inn ein Druckerey zu fördern […]“ |

Sophie kam dieser Bitte offenbar nach, denn in seinem auf den 11. November datierten Vorwort der 1599 in Leipzig erschienenen ersten Auflage (VD 16 ZV 22500) widmet Reinhard das Rechenbuch den Söhnen der Herzogin. 
Das Werk selbst ist zum Teil in Reimen verfasst und in drei Kapitel aufgeteilt. Zum Inhalt schreibt Reinhard:  
| „Das RechenBuchlein/ vnd diß thun/ Inn Drei Register Theil Ich nun/ Das Erst den grund soll zeigen ahn/ Darauff die andern Beide stahn Daß Ander das Proportionirt/ Gibt Reguln/ vnd die Exemplirt. Das Dritt Register lehrt gar leicht/ Visir steb machen/ vnd Ihr Breuch.“ |

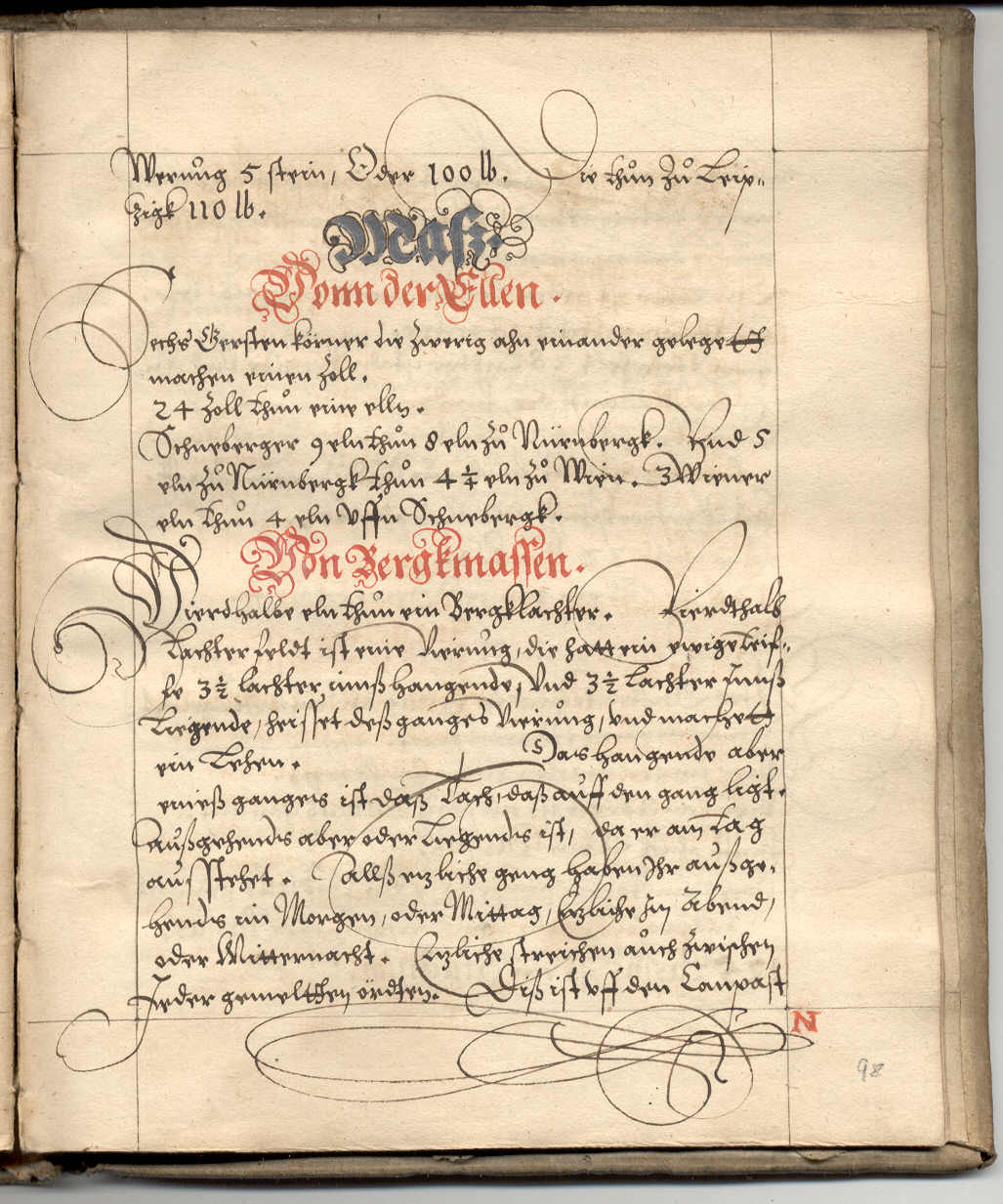
Die Resolutio verzeichnet Abkürzungen und Umrechnungstabellen verschiedener Maßeinheiten. Der Abschnitt „Von Bergkmassen“ war für den erzgebirgischen Bergbau von besonderer Bedeutung. Abbildung: fol. 97r.

Das erste Kapitel behandelt die Grundrechenarten, das Ziehen von Wurzeln und die Bruchrechnung. Im zweiten Kapitel geht Reinhard auf siebzehn Einzelthemen aus der Rechenpraxis ein:
| „1. Gewin vnd Verlust. 2. Vom Wechssel. 3. Vom Stich. 4. Resolutionis. 5. Conversa. 6. De quinque. 7. Lucri, oder Wucher. 8. Societatis, Gsellschafft. 9. Conductionis, Factorei. | 10. Silber vnd Gold. 11. Alligationis. 12. Muntzschlag. 13. Aequalitatis. 14. Virginum. 15. Ambulationis. 16. Progressionis. 17. Falsi. oder Coß“ |

Das dritte – im Vergleich zu den beiden vorangegangenen recht kurze – Kapitel behandelt mit der Visierkunst einen Teil der angewandten Geometrie, bei der es um die Berechnung des Inhaltes von Gefäßen, namentlich Fässern ging. Die Berechnung erfolgte unter Zuhilfenahme eines sogenannten Visierstabes, mit dem die Dimension des Fasses ausgemessen wurde und dessen Anfertigung und Gebrauch Reinhard beschreibt. Den Abschluss des Rechenbuches bilden unter der Überschrift „Resolutio“ Angaben zu Abkürzungen und Umrechnungstabellen verschiedener Maßeinheiten. In der gedruckten Fassung schließt sich daran ein Stichwortregister an.  
Über die Rezeptionsgeschichte des Reinhardschen Rechenbuches liegen bislang keine Erkenntnisse vor. Anhand der Tatsache, dass nur ein Jahr nach der ersten Auflage eine zweite folgte, lässt sich jedoch vermuten, dass dem Buch zumindest zu Lebzeiten Reinhards Erfolg beschieden war.

### Standortnachweise erhaltener Exemplare des Rechenbuchs
- Andreas Reinhard: Drey Register Arithmetischer anfeng zur Practic. Reguliret, vnd in Reim verfasset. Auch mitt Lustigen Exempeln erkleret
  - Gebundenes Manuskript in der Bibliothek des Hamburger Christianeums. Signatur R 293
  - Leipzig: Berwald, 1599 [erschienen] 1600. Leipzig: Gaubisch, 1599 [erschienen] 1600. Sächsische Landesbibliothek Dresden, Signatur Math.1017 (Digitalisat)
  - Leipzig Bärwald, Zacharias (Erben) und Gaubisch, Jakob 1599/1600. Universitäts-Landesbibliothek Sachsen-Anhalt Halle, Signatur AB 36 17/i, 25 (Digitalisat)

### Darstellungen
- Bernd Elsner: Das Rechenbuch des Andreas Reinhard, Notarius Publicus, Organist und Rechenmeister in Schneeberg. In: Rainer Gebhardt, Helmuth Albrecht (Hrsg.): Rechenmeister und Cossisten der frühen Neuzeit (= Schriften des Adam-Ries-Bundes Annaberg-Buchholz. Bd. 7). Beiträge zum wissenschaftlichen Kolloquium am 21. September 1996 in Annaberg-Buchholz. Adam-Ries-Bund, Annaberg-Buchholz 1996, ISBN 3-930430-05-3, S. 211–220.
- Bernd Elsner: Das Rechenbuch des Andreas Reinhard. In: Ulf Andersen (Hrsg.): 250 Jahre Christianeum. 1738–1988. Band 2: Kostbarkeiten der Bibliothek. Verein der Freunde des Christianeums zu Hamburg-Altona, Hamburg 1988, S. 50–54.